# ویک لیندکوئست
ویک لیندکوئست (سوئدی: Vic Lindquist؛ ۲۲ مارس ۱۹۰۸ – ۳۰ نوامبر ۱۹۸۳ (۷۵ سال)) بازیکن هاکی روی یخ سوئدی‌تبار اهل کانادا بود.